# Silvana Suárez
Silvana Rosa Suárez Clarence (Córdoba, 29 settembre 1958 – Nono, 21 ottobre 2022) è stata una modella argentina, vincitrice del concorso di bellezza Miss Mondo 1978.

## Biografia
Ex Miss Argentina, Silvana Suárez fu incoronata ventottesima Miss Mondo il 16 novembre 1978 presso il Royal Albert Hall di Londra all'età di vent'anni, ricevendo la corona dalla Miss Mondo uscente, la svedese Mary Stavin. Fu la seconda Miss Mondo argentina dopo Norma Gladys Cappagli nel 1960.
Dopo aver invano tentato la carriera di cantante (all'età di diciassette anni era stata anche direttrice di un coro locale), divenne una delle prime Miss Mondo a posare nuda per Playboy, facendosi fotografare senza veli nel 1985.

## Vita privata
Nel 1988 sposò l'uomo d'affari Julio Ramos, dal quale divorziò nel 1999.